# 삼천포대교로
삼천포대교로(Samcheonpodaegyo-ro)는 경상남도 사천시 늑도동 창선대교와 송포동 송포 교차로를 잇는 경상남도의 도로이다. 본래 전 구간이 국도 제3호선에 속했으나 2010년 12월 23일 삼천포 ~ 사천간 도로인 사천대로가 개통되면서 일부 구간은 국도 지정에서 해제되었다.

## 연혁
- 2003년 4월 28일 : 창선·삼천포대교 구간 개통[1]
- 2009년 7월 2일 : 2개 이상 시·군에 걸쳐 있는 도로로 삼천포대교로를 고시[2]
- 2010년 12월 23일 : 삼천포 ~ 사천간 도로 1공구(사천시 대방동 ~ 노룡동) 7.9km 구간 확장 개통[3]
- 2011년 3월 28일 : 삼천포 ~ 사천간 도로 1공구 개통으로 기존 사천시 대방동 ~ 송포동 8.0km 구간 폐지[4]

## 주요 경유지
경상남도
- 사천시 (동서동 - 선구동 - 남양동)

## 노선
| 이름               | 접속 노선                                                              | 소재지          | 소재지          | 비고                   |
| 동부대로과 직결    | 동부대로과 직결                                                        | 동부대로과 직결 | 동부대로과 직결 | 동부대로과 직결        |
| ------------------ | ---------------------------------------------------------------------- | --------------- | --------------- | ---------------------- |
| 창선대교           |                                                                        | 사천시          | 동서동          | 국도 제3, 77호선 구간  |
| 늑도               | 늑도길                                                                 | 사천시          | 동서동          | 국도 제3, 77호선 구간  |
| 늑도대교           |                                                                        | 사천시          | 동서동          | 국도 제3, 77호선 구간  |
| 초양도             | 초양길                                                                 | 사천시          | 동서동          | 국도 제3, 77호선 구간  |
| 초양대교           |                                                                        | 사천시          | 동서동          | 국도 제3, 77호선 구간  |
| 모개도             |                                                                        | 사천시          | 동서동          | 국도 제3, 77호선 구간  |
| 삼천포대교         |                                                                        | 사천시          | 동서동          | 국도 제3, 77호선 구간  |
| 대방 교차로        | 국도 제3호선 국가지원지방도 제58호선 (사천대로) 국도 제77호선 (각산로) | 사천시          | 동서동          | 국도 제3, 77호선 구간  |
| 삼천포대교사거리   | 국도 제77호선 국가지원지방도 제58호선 (각산로)                         | 사천시          | 동서동          |                        |
| 각산삼거리         | 유람선길                                                               | 사천시          | 동서동          |                        |
| 각산골사거리       | 동동길                                                                 | 사천시          | 동서동          |                        |
| (포유주유소)       | 새동네1길                                                              | 사천시          | 선구동          |                        |
| 수도교사거리       | 한내로 벌리한들길                                                      | 사천시          | 선구동          |                        |
| 동림사거리         | 벌용길                                                                 | 사천시          | 선구동          |                        |
| 동림교사거리       | 벌용길 새고개길                                                        | 사천시          | 선구동          |                        |
| 좌룡삼거리         | 중앙로                                                                 | 사천시          | 선구동          |                        |
| 도서관사거리       | 좌룡1길                                                                | 사천시          | 선구동          |                        |
| 죽림삼거리         | 진삼로                                                                 | 사천시          | 남양동          |                        |
| 송포교             |                                                                        | 사천시          | 남양동          |                        |
| 남양사거리         | 지방도 제1003호선 (해양관광로)                                         | 사천시          | 남양동          | 지방도 제1003호선 구간 |
| 송포농공단지사거리 | 진삼로 송포공단길                                                      | 사천시          | 남양동          | 지방도 제1003호선 구간 |
| 송포 교차로        | 국도 제3호선 국가지원지방도 제58호선 지방도 제1003호선 (사천대로)      | 사천시          | 남양동          | 지방도 제1003호선 구간 |

## 주요 건물 및 시설
- 사천시문화예술회관 (경상남도 사천시 삼천포대교로 471)
- 이마트 사천점 (경상남도 사천시 삼천포대교로 591)
- 삼천포도서관 (경상남도 사천시 삼천포대교로 622)